# 142
Évszázadok: 1. század – 2. század – 3. század
Évtizedek: 90-es évek – 100-as évek – 110-es évek – 120-as évek – 130-as évek – 140-es évek – 150-es évek – 160-as évek – 170-es évek – 180-as évek – 190-es évek
Évek: 137 – 138 – 139 – 140 –  141 – 142 – 143 – 144 – 145 – 146 – 147

## Események

### Római Birodalom
- Lucius Cuspius Pactumeius Rufinust (helyettese áprilistól L. Granius Castus, júliustól M. Cornelius Fronto, szeptembertől L. Tusidius Campester, novembertől Sulpicius Julianus) és Lucius Statius Quadratust (helyettese Ti. Junius Julianus, C. Laberius Priscus, Q. Cornelius Senecio Annianus és T. Julius Castus.
- Antoninus Pius császár utasítására Quintus Lollius Urbicus britanniai helytartó elkezdi az Antoninus-fal építését. A Firth of Clyde és Firth of Forth tengeröblök között húzódó 63 km hosszú, 19 erőddel megerősített fal a kaledónok támadásaitól hivatott védeni a birodalmat.
- A britanniai győzelemért Antoninus Pius másodszor is felveszi az imperator címet.

### Kína
- Vej Po-jang alkimista először írja le a puskapor receptjét.

## Születések
- Aemilius Papinianus, római jogász
- Liu Piao, kínai hadúr

## Fordítás
- Ez a szócikk részben vagy egészben  az   AD 142 című angol Wikipédia-szócikk ezen változatának fordításán alapul.  Az eredeti cikk szerkesztőit annak laptörténete sorolja fel. Ez a jelzés csupán a megfogalmazás eredetét és a szerzői jogokat jelzi, nem szolgál a cikkben szereplő információk forrásmegjelöléseként.